# Flagged Revisions
Flagged Revisionsとは、Wikiページの編集を健全化することを目的としたMediaWikiの拡張機能。権限を持った編集者が承認するまでページの変更が閲覧者から見えなくなる機能で、ウィキペディアをはじめとするサービスを運営するウィキメディア財団によって開発された。略称としてFlaggedRevs、日本語訳としてフラグ付き改訂などがある。
拡張機能そのものだけでなく、この機能に関連する編集方針を指す場合もある。

## 概要
Flagged revisionsは、テストWikiでのβテストに続いて、2008年6月にMediaWiki拡張機能としてリリースされた。
ウィキペディアにおいては、テスト期間中である2008年5月にドイツ語版ウィキペディアに初めて実装された。
英語版ウィキペディアにおいては、”(botではない)生身の人間によって記事を査読する”ことを目的として計画された編集方針であった。ロバート・バードとエドワード・ケネディが亡くなったとする荒らしが2009年1月に起こり、その後にウィキペディアの共同創設者であるジミー・ウェールズがこの方針の導入を主張した。投票を行ったうち80%の利用者がこの機能に賛同し、2009年8月に告知された。”経験ある有志の編集者”に、一部のページの変更を承認・却下する権限を与えるものだった。2010年に2ヶ月の試験導入を行うこととなった。一部のページのみを対象としていたが、ドイツ語版のように全ての記事に適応する可能性も考慮されていた。
ニューヨーク・タイムズ誌は、この新方針が利用者を二分するものであり、”経験ある信頼された編集者とそれ以外ー全ての利用者が編集に対して平等だという暗黙の了解が置き換えられる”として論評した。当時のウィキメディア財団理事長は、この方針のもとで、”不正確な、あるいはバカげた”記事に対する寛容さは無いとした。
2010年4月から2ヶ月間、英語版ウィキペディアではPending changesという一部のページのみを対象とするカスタマイズバージョンが試験運用された。英語版ウィキペディアの編集者の間での議論の後、2011年3月に一旦は取り消されたが、2012年の議論により合意が成立し、Pending changesを実装することが決定された。

## 各プロジェクトでの運用
各ページの投稿時に承認を必要とすることで全てのページで有効化されている古典的Flagged Revisionsの運用と、対象ページを存命人物などに限り管理者がそれぞれのページで有効化するPending changesの運用とがあり、前者をドイツ語版方式、後者を英語版方式とすることもある。
各言語版ウィキペディアにおいて、古典的Flagged Revisions方式によって運用しているものに19あり、Pending changes方式によって運用しているものに6ある。
ただし、インドネシア語版やヒンディー語版のように導入後に使用を変更したものもある。
フランス語版は2009年の調査の結果により導入が否決され、ペルシア語版においては2011年の議論にでは導入に至らず、2014年に導入された。
ウィキペディア以外にも、ウィクショナリー、ウィキニュースなどウィキメディア財団の各プロジェクトにも導入されているものがある。
2021年現在、すべてのウィキメディア財団のプロジェクトの日本語版でFlagged Revisionsは導入されていない。

## 評価
フェミニズムの視点からウィキペディアを研究している北村紗衣は、英語版ウィキペディアでの女性科学者の扱いについて論考した論文で、承認制度が機能不全を起こした事例を紹介している。2018年にアーサー・アシュキン、ジェラール・ムル、ドナ・ストリックランドがノーベル物理学賞を受賞した当時、唯一の女性のストリックランドだけ英語版ウィキペディアに記事が無かった。受賞前からストリックランドに特筆性があることは明らかで、立項のための草稿を提出したものはいたのだが、その草稿には出典が不足していた。しかし出典不足ではなく、後から考えれば不可解な特筆性不足が指摘されて記事立項は認められず、その後も記事は作成されなかった。北村はこの事例について、各分野に必ずしも明るくない者が特権的に草稿の承認を行うという専門性の問題と、草稿を改めようとする者がいなかったことに現れているジェンダーバイアスの問題が重なって起きたものだと分析している。